# NXT TakeOver: Philadelphia
NXT TakeOver: Philadelphia war eine Wrestling-Veranstaltung der WWE, die auf dem WWE Network ausgestrahlt wurde. Sie fand am 27. Januar 2018 im Wells Fargo Center in Philadelphia, Pennsylvania, Vereinigte Staaten als erste Großveranstaltung der WWE im Jahr 2018 im Vorfeld des Royal Rumble einen Tag später statt. Zum 19. Mal seit 2014 wurde eine Veranstaltung im Rahmen der Serie NXT TakeOver ausgetragen, zum ersten Mal im US-Bundesstaat Pennsylvania.

## Hintergrund
Die Veranstaltung beinhaltete fünf Matches, die aus den in den Wochen vor NXT TakeOver: Philadelphia bei der wöchentlichen Show NXT gezeigten Storylines beruhten. In drei dieser Matches stand ein Titel auf dem Spiel, die NXT Tag Team Championship, die NXT Women’s Championship sowie die NXT Championship.
Main Event war das Match um die NXT Championship zwischen dem Titelträger Andrade Almas und seinem Herausforderer Johnny Gargano.

## Veranstaltung
| Funktion                 | Name          |
| ------------------------ | ------------- |
| Kommentatoren (englisch) | Mauro Ranallo |
| Kommentatoren (englisch) | Percy Watson  |
| Ring announcer           | Mike Rome     |
| Referees                 | Tom Castor    |
| Referees                 | Drake Wuertz  |
| Referees                 | Eddie Orengo  |
| Referees                 | Darryl Sharma |
| Pre-Show                 | Charly Caruso |
| Pre-Show                 | Sam Roberts   |
| Pre-Show                 | Samoa Joe     |

### Matches
Die Show begann mit dem Match um die NXT Tag Team Championship zwischen Bobby Fish und Kyle O’Reilly vom Stable The Undisputed Era gegen The Authors of Pain (Akam und Rezar), die von ihrem Manager Paul Ellering begleitet wurden. Die Titelverteidiger Fish und O’Reilly siegten durch Pinfall nach einem Roll-up von O’Reilly gegen Akam.
Als Nächstes folgte ein Singles-Match zwischen The Velveteen Dream und Kassius Ohno, welches The Velveteen Dream gewinnen durfte, nachdem er seinen Finishing Move Purple Rainmaker gegen Ohno ins Ziel gebracht hatte. Wiederum danach anschließend verteidigte Ember Moon ihre NXT Women’s Championship erfolgreich gegen Shayna Baszler. Nach dem Match wurde Moon weiterhin von dieser attackiert, was den Grundstein für die Fortsetzung der Fehde zwischen den beiden nach NXT TakeOver: Philadelphia legte.
Das vierte Match war ein Extreme-Rules-Match zwischen Aleister Black und Adam Cole. Während des Kampfes bekam Cole Unterstützung seiner Stable-Kollegen von The Undisputed Era, Bobby Fish und Kyle O’Reilly. Dies führte jedoch nicht zum Sieg Coles, nachdem mit SAnitY (Eric Young, Alexander Wolfe und Killian Dain) ein weiteres Stable auftauchte und wiederum die Mitglieder von The Undisputed Era attackierte. Letztendlich siegte Black nach einem Black Mass gegen Cole.

### Main Event
Hauptkampf der Veranstaltung war ein Match um die NXT Championship zwischen dem Titelträger Andrade Almas und dem Herausforderer Johnny Gargano. Beide trafen zuvor bereits bei NXT TakeOver: Brooklyn III im August 2017 in einem Match aufeinander, aus dem Almas als Sieger hervorgegangen war. Bei NXT TakeOver: Philadelphia siegte Almas erneut nach einem Hammerlock DDT vom obersten Ringseil gegen Gargano. Zuvor hatten die Valets beider Kontrahenten, Zelina Vega und Candice LeRae, mehrfach in das Match eingegriffen.
Nach Ende des Titelmatches wurde Gargano von Tommaso Ciampa, seinem ehemaligen Partner im Tag Team #DIY, attackiert.

## Ergebnisse
| Matchart                                        |                                                     |      |                                    | Zeit  |
| ----------------------------------------------- | --------------------------------------------------- | ---- | ---------------------------------- | ----- |
| Tag-Team-Match um die NXT Tag Team Championship | The Undisputed Era (Bobby Fish & Kyle O’Reilly) (C) | bes. | The Authors of Pain (Akam & Rezar) | 15:25 |
| Singles-Match                                   | The Velveteen Dream                                 | bes. | Kassius Ohno                       | 11:18 |
| Singles-Match um die NXT Women’s Championship   | Ember Moon (C)                                      | bes. | Shayna Baszler                     | 10:06 |
| Extreme-Rules-Match                             | Aleister Black                                      | bes. | Adam Cole                          | 23:03 |
| Singles-Match um die NXT Championship           | Andrade Almas (C)                                   | bes. | Johnny Gargano                     | 33:02 |